# István Beé
István Beé (* 4. Juli 1972 in Budapest) ist ein ehemaliger ungarischer Kanute.

## Leben
István Beé wurde in der ungarischen Hauptstadt Budapest geboren. 1982 begann er dort bei Újpest mit dem Kanusport, wechselte aber schon 1990 zu Honvéd. Bei den ungarischen Meisterschaften 1991 konnte er erstmals einen nationalen Titel erringen.
Seinen ersten großen internationalen Erfolg erzielte Beé bei den Kanurennsport-Weltmeisterschaften 1994 in Mexiko. Dort holte er zusammen mit István Szijarto Bronze im Zweier-Kajak über 1000 Meter. Vier Jahre später errang Beé im Kajak-Vierer über 200 Meter erstmals eine Goldmedaille bei Weltmeisterschaften. Bis 2007 sollten noch vier weitere Titel über diese Distanz folgen.
Beé nahm zweimal an Olympischen Sommerspielen teil. Da seine Paradedisziplin, die 200 Meter im Kajak-Vierer, keine olympische Distanz war, nahm er im Kajak-Vierer über 1000 Meter an den Spielen in Athen 2004 und Peking 2008 teil. Während das ungarische Boot 2004 noch abgeschlagen auf Rang 9 ins Ziel kam, verpasste man 2008 das Podest mit Platz 5 nur knapp. Als für die Spiele 2012 der Kajak-Zweier über 200 Meter in das olympische Programm aufgenommen wurden, gewann Beé zwar mit seinem Mannschaftskameraden Márton Sík die nationale Vorausscheidung, Ungarn errang allerdings keinen Startplatz in dieser Disziplin, wodurch der schon vierzigjährige Beé seine dritten Spiele verpasste.
Nach seinem Karriereende blieb Beé als Trainer dem Kanusport erhalten.